# Manhattan Beach Studios
Les Manhattan Beach Studios, ou Raleigh Manhattan Beach Studios car ils sont gérés par la société Raleigh Studios, sont des studios de tournage américains situé à Manhattan Beach en Californie.

## Historique
Le 25 novembre 1996, Roy E. Disney, neveu de Walt, annonce financer au travers de son fonds privé Shamrock Holdings, la création d'un nouveau studio à Los Angeles, Manhattan Beach Studios. Les travaux débutent en juillet 1997, cinq stages sont achevés 1998 pour 90 millions d'USD sur un terrain de 22 acres (9 ha) et 10 autres sont prévus. Le succès est rapidement au rendez-vous en raison du manque d'espace de tournage dans la ville (6 studios inutilisés sur 256 selon un recensement fait par CBS) et plusieurs séries y sont tournées.
En juillet 1998, la société Raleigh Studios signe un contrat de cinq ans pour la gestion des lieux. Ce contrat a depuis été renouvelé à plusieurs reprises.
En 2004, Roy Disney vend le studio pour 100 millions d'USD à un fonds d’investissement nommé Oak Tree Capital Management. 
Le 7 octobre 2008, Marvel Studios annonce avoir signé un contrat avec la société Raleigh Studios et de déménager ses bureaux de Bervely Hills au sein du complexe de Manhattan Beach Studios, au plus près des plateaux de tournage de ses futures productions.
Le 19 septembre 2012, Marvel Studios annonce qu'il quittera les Manhattan Beach Studios au printemps 2013 pour rejoindre le Grand Central Creative Campus à Glendale, zone regroupant plusieurs filiales de Disney. Raleigh a déjà signé un contrat de 5 ans avec Lightstorm Entertainment, studio de James Cameron pour utiliser 115 000 pieds carrés (10 684 m2) et tourner les deux suites d'Avatar (2009).
Le 7 août 2019, le Carlyle Group vends les studios et services associés à Hackman Capital Partners pour 650 millions d'USD
,. Le groupe formait autour du studio de 22 acres (0,09 km2) et 587 000 pieds carrés (54 534 m2) compte 259 plateaux de tournages répartis dans 35 sites en Amérique du Nord et au Royaume-Uni. Le studio a été utilisé pour le tournage de la série The Mandalorian.

## Les studios
Les studios comptent 22 studios dont
- 5 stages de 25 000 pieds carrés (2 323 m2)
- 9 stages de 18 000 pieds carrés (1 672 m2)

## Œuvres tournées dans les studios

### Films
- Films de Marvel Studios
  - Iron Man 2
  - Thor et Thor : Le Monde des ténèbres
  - Daredevil (tournage partiel)
- Hantise (1999)
- quelques scènes des films
  - Pirates of the Caribbean
  - Starship Troopers 2
  - Presque célèbre
  - Une nana au poil
  - Panic Room

### Séries
- séries de David E. Kelley Productions à partir de 1998 :
  - Ally McBeal
  - The Practice : Bobby Donnell et Associés
  - Boston Public
- Newport Beach (The O.C.)
- Les Experts : Miami
- Medium
- 90210 Beverly Hills : Nouvelle Génération
- America's Funniest Home Videos
- Revenge
- Scorpion
- The Mandalorian